# Areg Elibekian
 (décembre 2014).
Si vous disposez d'ouvrages ou d'articles de référence ou si vous connaissez des sites web de qualité traitant du thème abordé ici, merci de compléter l'article en donnant les références utiles à sa vérifiabilité et en les liant à la section « Notes et références ».
Areg Elibekian, (Արեգ Էլիբեկյան en arménien), né le 29 juin 1970 à Erevan, est un artiste peintre franco-arménien. Issu d'une famille d'artistes, il est le fils de Robert Elibekian. Il vit à Montréal.

## Biographie
Areg Elibekian, artiste-peintre français d'origine arménienne, naît à Erevan le 27 janvier 1970. Il vit et travaille à Montréal.
Il est diplômé de l'institut de Theatre et des Beaux Arts d'Erevan en 1992. Il émigre au Canada, à Montréal, élargissant ainsi considérablement son champ de vision. Ses œuvres se distribuent maintenant entre l’Arménie, le Liban, l’Allemagne, les États-Unis et le Québec, auxquelles il faut ajouter la France, où les Elibekian (père et fils) exposent tous les trois ans.
Son éventail de couleurs et ses coups de pinceaux marqués révèlent les émotions et la passion de l’artiste pour ses sujets, les terrasses de cafés, les ponts de la Seine ou le charme d’un petit port de mer. Dans d'autres huiles, Areg Elibekian se montre plus précis dans son paysage, comme s'il voulait se pénétrer de chaque mur de chaque maison d'une rue ou d'une place publique. Il raisonne alors comme un amoureux qui veut visiter et connaître chaque sourire et chaque ride de sa bien-aimée.

## Œuvres
- Vue de Montmartre, 1997
- Café. Les glaces des Bertillion, 1998
- Bistrot en île, 1999
- Les Péniches, île Saint-Louis, 2002
- CLa passerelle des Arts, 1999
- Rue des Barres, 1999
- Le marché aux fleurs, rue de Buci, 2001
- LCarré Phillipe, 1999
- Parc Beauséjour, 2002
- Nature morter, 1998
- Nature morte aux fruit, 1997
- Port de Marseille, 2002
- Bistrot à Barcelone, 1998
- Vue de la Seine, 2004
- L'Institut de France, 2000
- La Seine au pont Alexandre, 2001
- Les Bateaux, 2002

## Expositions personnelles
- 2016 Arame Art Galerie, Erevan[3],[4]
- 2016 Stewart Hall, Pointe-Claire
- 2014 Espace Laoun, Montréal, Canada
- 2013 Galeria Cervantes Cabrera, La Havane, Cuba
- 2011 Centre National de l’Esthétique, Erevan, Arménie
- 2011 Galerie Exib Art, Montréal
- 2010 Centre National de l’Esthétique, Erevan, Arménie
- 2010 Festival International de l'Art, Holguin, Cuba
- 2008 Galerie Arte Bella, Montréal, QC
- 2007 Gallery Z., Providence, R. I.
- 2005 Association Hamazkain culturel de Montréal, QC
- 2004 Galerie Klimantiris, Montréal, Canada
- 2002 Galerie Klimantiris Montréal
- 2001 Karen Mitchell Frank Gallery, Dallas
- 2000 Galerie Soleil, Montréal
- 1999 Noah’s Ark Gallery, Beyrouth
- 1999 Centre de Loisir de Saint-Laurent, QC
- 1998 Galerie Haï Cie, Paris
- 1998 Galerie 22 Anvers, Belgique
- 1997 Galerie l’Œil, Bruxelles
- 1993 Municipal Library, Ville Saint-Laurent

## Expositions de groupe
- 2013 "Sensual Revelations", Beyrouth, Liban
- 2013 "Xe Salon yonnals des Artistes Arméniens", Lyon, France
- 2013 Exposition de la famille Elibekian, Gallery Z., Peovidence R. I.
- 2012 "Arts & Jazz Sspring Fest", Philadelphia, PA
- 2006, 2009, 2011 Gallery Z, Providence, USA
- 2008 Museé des Maîtres et Artisans du Québec
- 2005 Alex and Marie Manougian Museum, Michigan Souhfield, MI
- 2005 Tekeian Cultural Association Pasadena, USA
- 2005 Daniel Besseiche Gallery, Paris, France
- 2004 Gallery Jacqueline Lemoine, Paris, France
- 1997 Armenian Library and Museum of America, Boston, USA
- 1997 Native Gallery, Providence, USA
- 1994 Exposition "Petit Format", Galerie Michelange, Montréal, QC
- 1993 Galerie Soldarco, Montréal, QC
- 1992 Centre International des Arts, Beyrouth, Liban

## littérature
- Areg Elibekian, Studio Elibekian, Québec, 2005.
- Areg Elibekian, Céline Le Merlus, Tigran Mets, Erevan, 2016.